# Sewickley (Pennsylvania)
Sewickley  è una borough degli Stati Uniti d'America, nella contea di Allegheny nello stato della Pennsylvania. Secondo il censimento del 2000 la popolazione è di 3 902 abitanti.

## Società

### Evoluzione demografica
La composizione etnica vede una prevalenza della razza bianca (88,21%) seguita da quella afroamericana (9,64%), dati del 2000.
| borough di Sewickley Popolazione |       |
| 2000                             | 3.902 |
| Stima al 01-07-07                | 3.590 |

## Nella cultura di massa
La città fittizia in scala 1/24 Elgin Park, creata dal fotografo americano Michael Paul Smith , è basata sulla città di Sewickley